# استخدام الأطفال للمعلومات
يُعدّ استخدام الأطفال للمعلومات موضوعًا مطروحًا في الأخلاقيات وتنشئة الطفل. يجري تعلُّم المعلومات من مصادر عديدة ومختلفة ويُعدّ رصد المصدر (راجع أيضًا خطأ رصد المصدر) مهمًا في فهم كيفية استخدام الأشخاص للمعلومات وتحديد المعلومات الموثوقة. على سبيل المثال، شُخِّص طفل لأحد الآباء بفرط النشاط؛ فيبدأ الوالد بالبحث في الإنترنت عن المعلومات، ويقرأ الكتب، ويشارك في غرفة دردشة عبر الإنترنت مع أولياء أمور آخرين في نفس الموقف، ويتشاور مع مختلف الاختصاصيين الطبيين. بعض هذه المصادر ستكون ذات مصداقية (تحتوي على معلومات موثوقة) والبعض الآخر لا. ليكون الوالد ملمًّا بالموضوع، يجب عليه تصفية المعلومات وفقًا لموثوقية المصدر.
يتعلّم الأطفال عن العالم بنفس الطريقة، إذ يخبرهم العديد من الأشخاص (مثل المعلمين والوالدين والأشقاء والأصدقاء) عن الأشياء، ويشاهدون الكثير على التلفاز أو الإنترنت، ويقرؤون المعلومات في الكتب. هل يمكن أن يكون الأطفال مستهلكين فعالين للمعلومات؟ وفي أي عمر هم قادرون على القيام بذلك؟ وكيف يتعاملون مع المصادر الغامضة؟ تفصّل هذه الصفحة الإجابات عن هذه الأسئلة (وغيرها) من خلال الاعتماد على الأبحاث العلمية التي راجعها النظراء.

## تطوّر رصد المصدر
يواجه الأطفال الصغار صعوبة أكبر في فهم مصادر المعلومات وتذكّرها مقارنةً بالبالغين. على الرغم من أن الذاكرة العرضية تتحسن طوال فترة الطفولة، يميل التطور في ما يخصّ رصد المصدر إلى الحدوث بين سن الثالثة والثامنة. في الثالثة من العمر، يواجه الأطفال القادرون على التعرف الفوري على مصدر المعلومات التي يحصلون عليها صعوبةً في تذكّر هذه المعلومات بعد تأخير قصير. تطوُّر رصد المصدر تدريجي، ويظهِر الأطفال الكفاءة في جوانب معينة من رصد المصدر قبل جوانب أخرى. يقدّم المسار التطوري لرصد المصدر فكرة عن أهمية العوامل المعرفية. في حين أنه لا توجد نظرية موحدة مقبولة بشكل عام لتطوّر رصد المصدر، تقدم خمس نظريات رئيسية أفكارًا حول كيفية تطور رصد المصدر عند الأطفال، وهي: نظرية رصد المصدر ونظرية الأثر الضبابي ونظرية المخطط والمنظور القائم على الشخص ونموذج التفكير الذهني.

### نظرية رصد المصدر
وفقًا لنظرية رصد المصدر، يُنسب مصدر المعلومات إلى عملية صنع القرار، حيث يتم الاستدلال على المصدر بناءً على خصائص متنوعة متأصّلة في الذاكرة نفسها. هذا يعني أن المصادر لا تُشفَّر بشكل مباشر، وإنما يُعاد بناؤها، عند تذكّر المعلومات. يمكن أن تكون عملية صنع القرار هذه إما من خلال معالجة تلقائية غير واعية، أو من خلال معالجة مكثفة ومنتظمة تتطلب التفكير واسترجاع الذكريات الداعمة. تتضمن هذه النظرية تطور الذاكرة العرضية واستراتيجيات الذاكرة في تطور رصد المصدر بشكل عام.

### نظرية الأثر الضبابي
تفترض نظرية الأثر الضبابي أن أخطاء رصد المصدر التي يرتكبها الأطفال ناتجة عن مشاكل في تخزين الذاكرة واسترجاعها. تُخزّن الذكريات في وقت واحد بصيغتين مختلفتين: مستوى «الجوهر» (المستخلص من التجربة)، والتمثيل «الحرفي» (المعلومات بالتفصيل الدقيق). يُقترح أن مصدر المعلومات يُشفّر في الذاكرة كتفصيل حرفي. تتلاشى ذكريات التفاصيل الحرفية بمرور الوقت بشكل أسرع من التمثيلات الجوهرية، ويظهر الأطفال الصغار تلاشيًا في المعلومات الحرفية بشكل أسرع من الأطفال الأكبر سنًا أو البالغين. الأطفال الأصغر سنًا هم أكثر عرضة لتجربة تدخلات الذاكرة بسبب ضعف آثار الذاكرة، ما يؤدي إلى التعرض لمعلومات مضللة تحل محل آثار الذاكرة من حدث سابق. لهذا السبب، يُنظر إلى التغيرات التطورية في أداء الذاكرة العرضية كعامل رئيسي في تطوّر رصد المصدر.

### نظرية المخطَّط
تنص نظرية المخطَّط -مشتقة من نظرية النصّ- على أنه بعد التعرض المتكرر لأحداث مماثلة، يشكل الأفراد تمثيلًا عامًا لما يحدث عادةً. بعض التفاصيل هي نفسها في كل حالة من الأحداث المتكررة، وبعضها يمكن أن يختلف من  حالة إلى أخرى. في النص لما يحدث عادة، هناك «فتحة» لكل تفصيل متغير ويتم اختيار التفصيل لوقت معين من قائمة المتغيرات المحتملة. إذا شُفّرت معلومات المصدر كفتحة، فقد تكون الأخطاء في رصد المصدر نتيجة لاسترجاع غير صحيح لتفصيل محدد. يسمح هذا الإطار بتخزين كمية كبيرة من المعلومات المفصّلة حول أحداث معينة، ومع ذلك فهو شاقّ على الأطفال من الناحية الإدراكية. بسبب مواردهم المعرفية المحدودة، يحتاج الأطفال الصغار إلى تجربة الأحداث المتكررة أكثر من مرة من أجل إنشاء مخطّط. يمكن فقدان التفاصيل التي تختلف من حالة إلى أخرى، ويعتمد الأطفال بدلاً من ذلك على تمثيل الحدث المعمم عندما يحاولون تذكر حالة معينة. الافتراض الرئيسي هو أن تطوّر رصد المصدر يعتمد على زيادة في سعة المعالجة الإدراكية.

### المنظور القائم على الشخص
يركّز المنظور القائم على الشخص على عمليات الذاكرة المستقبلية. تربط الذاكرة المستقبلية الأحداث فيما بينها من خلال عمليات مثل التسلسل والتخطيط. تتأثر عمليات الذاكرة بالمنظور المتخذ (الذات مقابل الآخر) أو الأهداف والمعنى بالنسبة للفرد. يمكن أن يتداخل المعنى المرتبط بهدف فعل شيء ما مع رصد المصدر عن طريق إزالة الانتباه من تفاصيل المصدر. المنظور القائم على الشخص هو إدراكي اجتماعي بطبيعته (أكثر من النظريات الأخرى لرصد المصدر) ويفترض أن التطور يعتمد على التنشئة الاجتماعية ونظرية تطور العقل.

### نموذج التفكير الذهني
يسلّط نموذج التفكير الذهني الضوء على الآليات المحتملة وراء قابلية الإيحاء للأطفال الصغار. من المحتمل أن الأطفال الذين يجدون صعوبة في التفكير بتصوّرات ذهنية متضاربة يستبدلون ذكرياتهم الأصلية بمعلومات خاطئة لأنهم لا يستطيعون التوفيق بين رأيين متناقضين لما حدث بالفعل. يلعب رصد المصدر وفهم حالات المعرفة دورًا رئيسيًا في مقاومة الإيحاءات. يُفترض أن يكون تطوّر رصد المصدر مبنيًا على فهم أفضل لحالات المعرفة وما وراء المعرفة ونظرية العقل.

## أصول المعرفة
إن إدراكنا لكيفية حصولنا على المعلومات لهو أمر صعب ولا سيّما على الأطفال الصغار (وتحديدًا الأطفال من 3 إلى 5 سنوات). بعد تحسّس كرة ليّنة، يمكن للأطفال في عمر 3 و 4 سنوات أن يحددوا بشكل صحيح ما إذا كانوا يعرفون أن الكرة ليّنة أم صلبة، لكن لا يستطيعون دائمًا إخبارنا كيف يعرفون ذلك. ربما يكون السبب هو أنهم تحسّسوا الكرة، أو رأوها، أو قيل لهم إنها ليّنة. تتطلب القدرة على التعرف على أصل معارفهم فهم كيفية اكتساب المعرفة.

### المعرفة والتبرير
عند طرح أسئلة المعرفة («هل تعرف ماذا يوجد في الصندوق؟») ثم أسئلة التبرير («كيف [أو لماذا لا] تعرف ماذا يوجد في الصندوق؟»)، يكون الأطفال الذين يستطيعون الإجابة بشكل صحيح قادرين على التفكير في المعرفة التي اكتسبوها من مصدر معين ويجب أن يكونوا قادرين على تحديد مصدر المعلومات. 
يكون الأطفال في عمر 3 و 4 سنوات أفضل في الإجابة على هذه الأسئلة عندما تشير الأسئلة إلى أنفسهم مقارنة بالإشارة إلى شخص آخر. عند عرض جسم مخفي على هؤلاء الأطفال، يمكنهم أن ينقلوا إدراكهم الحسي بشكل صحيح (الإجابة بشكل صحيح إلى «هل نظرت داخل الصندوق؟») ومعرفتهم ماذا يوجد في الصندوق (الإجابة بشكل صحيح إلى «هل تعرف [ألا تعرف] ماذا يوجد في الصندوق؟»). على الرغم من قدرتهم على الإجابة بشكل صحيح عند الإشارة إلى الذات، فإن الأطفال الذين تتراوح أعمارهم بين 3 و 4 سنوات يجدون صعوبة في الاستجابة لمعرفة «الآخر»، إذ ينفون أن يكون لدى «الآخر» المعرفة. يستطيع الأطفال الذين تتراوح أعمارهم بين 3 و 4 سنوات أن يحددوا بشكل صحيح أن الشخص الآخر قد نظر في صندوق، ولكن عند السؤال «هل [الآخر] يعرف ماذا يوجد في الصندوق؟» سينفي الطفل أن الشخص الآخر يعرف ما هو موجود في الصندوق. الافتراض الرئيسي هو أن الأطفال يدركون أن هناك حاجة إلى الإدراك الحسي، إلا أنهم غير قادرين على الاعتراف بأن المعرفة قد اكتُسبت من الإدراك الحسي.

### اكتساب المعرفة من خلال النظر واللمس والسؤال
اكتساب المعرفة هو معرفة كيفية الحصول على معلومات جديدة. إن القدرة على إدراك كيف يمكن اكتساب معرفة محددة من خلال الإدراك الحسي (النظر أو الشعور أو الشم) هي فهم الجانب. فهم الجانب هو الإدراك بأن الجسم يتكون من عدة خصائص مختلفة (اللون والوزن والرائحة)، والتي يمكن تحديدها من خلال فعل حسي محدد (النظر والشعور والشم). قد يتضمن تحديد لون السيارة من خارج النافذة سؤال شخص ما للحصول على المعلومة أو النظر من خارج النافذة. في معظم الحالات، يكتسب البالغون هذه المعلومة من مجرد النظر خارج النافذة. ومع ذلك، لا يمكن الحصول على جميع المعلومات بهذه الطريقة. إذا طُلب منك معرفة عمر سائق السيارة، فإن النظر ببساطة لن يقدم معلومات دقيقة؛ يجب عليك أن تسأل. تعتمد هاتان الحالتان على ما إذا كانت المعلومات التي يتم البحث عنها مرئية أو غير مرئية (على التوالي). تعتمد تنمية المعارف على قدرة الأطفال على السعي وراء هدفهم المعلوماتي بكفاءة. لا يتخذ الأطفال دائمًا القرار الأكثر فاعلية عند الحصول على معلومات جديدة. 

#### الفوارق العمرية
يمكن للأطفال بعمر الست سنوات تمييز متى يتطلب اكتساب المعرفة النظر (المعلومات مرئية) أو متى يتطلب اكتساب المعرفة السؤال (المعلومات غير مرئية). أما الأطفال بعمر الأربع سنوات فهم لا يؤدون ذلك باتّساق. حتى مع وجود خبير، فإن الأطفال بعمر الأربع سنوات يبالغون في المعلومات التي يمكنهم اكتسابها من خلال النظر. وعندما تكون المعلومات التي يتم الحصول عليها تتعلق بمجموعة من الأصدقاء والخبير صديقٌ للمجموعة، يميل الأطفال بعمر 4 سنوات إلى المبالغة في اكتساب المعرفة من خلال السؤال. 
عند منح الأطفال إمكانية الوصول إلى أزواج من الأجسام، والتي يمكن التمييز بينها إما عن طريق الرؤية (جسمان متطابقان: مختلفان في اللون) أو عن طريق اللمس/ الشعور (جسمان متطابقان: واحد ليّن، واحد صلب)، فإنهم يؤدون بشكل جيد نسبيًا، ويميّزون عمومًا متى يكون لديهم ما يكفي المعلومات ومتى يكون لديهم معلومات غير كافية (أي معرفة أن الجسم أزرق بعد رؤيته أو معرفة أن الجسم ليّن بعد الشعور به). ولكن، عندما لا يُسمح للأطفال الصغار بالوصول للأجسام (رؤيتها أو الشعور بها)، فإنهم يواجهون صعوبة في التنبؤ وتحديد طريقة الوصول التي من شأنها أن تسمح لهم بالتعرف على الجسم. في هذه الحالة، يبالغ الأطفال في عمر 3 و 4 سنوات في تقدير المعرفة التي يمكن اكتسابها من خلال الشعور بالجسم. قد لا يفهم الأطفال من عمر 3 إلى 4 سنوات الإدراك الحسي اللازم لاكتساب المعرفة المحددة.